# Ron Schock
Ronald Lawrence Schock (Chapleau, 19 dicembre 1943) è un ex hockeista su ghiaccio canadese, fratello maggiore di Danny, anch'egli giocatore di hockey su ghiaccio.

## Carriera
Schock giocò a livello giovanile per tre stagioni nella Ontario Hockey Association con la maglia dei Niagara Falls Flyers raggiungendo nel 1963 la finale della Memorial Cup. Nel frattempo era entrato a far parte dell'organizzazione dei Boston Bruins, franchigia della National Hockey League legata alla squadra di Niagara Falls; ebbe modo di esordire in NHL già al termine della stagione 1963-1964 disputando 5 partite.
Rimase con i Bruins fino al 1967 alternandosi fra la NHL e le altre leghe minori nei farm team della CHL e della WHL. Rimasto senza contratto al termine della stagione 1966-1967 Schock venne selezionato durante l'NHL Expansion Draft dai St. Louis Blues, una delle sei nuove franchigie iscritte alla NHL.
Rimase con i Blues per due stagioni, ed entrò subito nella storia della squadra grazie alla rete siglata all'inizio del secondo overtime che permise a St. Louis di superare i Minnesota North Stars a Gara-7 e di accedere per la prima volta alle finali della Stanley Cup. La squadra si ripeté anche l'anno successivo ma entrambe le volte furono sconfitti nella serie finale dai Montreal Canadiens.
A sorpresa nell'estate del 1969 Schock venne scambiato con i Pittsburgh Penguins, formazione per cui avrebbe giocato per le successive otto stagioni. Nonostante le fatiche iniziali in una squadra che non lottava per l'accesso ai playoff Schock riuscì ad emergere migliorando considerevolmente le proprie statistiche. Dalla stagione 1973-1974 venne scelto come nuovo capitano della franchigia, e un solo anno più tardi arrivò a quota 86 punti in 80 partite disputate, il migliore della squadra.
Concluse la sua carriera NHL con un ultimo anno nei Buffalo Sabres, mentre fino al 1980 militò nella AHL con le maglie degli Hershey Bears e dei Rochester Americans.

## Palmarès

### Club
- Ontario Hockey Association: 1

Niagara Falls: 1962-1963